# Café Granja El Henar
El Café Granja El Henar o Granja del Henar, fue un establecimiento de Madrid situado en el número 40 de la calle Alcalá, junto al café Negresco, y vecino a otros cafés de tertulia como el Suizo. Tanto su interior como su terraza de verano fueron habitual punto de reunión y tertulia de políticos, periodistas, escritores, artistas y profesores durante la primera mitad del siglo xx. Desapareció hacia 1948.

## Historia
El local fue en su origen (1910) una lechería en la que también se vendía manteca y quesos. Dos años después, la Granja El Henar fue convertida en un moderno establecimiento especializado en productos lácteos (horchata, cremas, yogur, kéfir), y con servicio a domicilio. Conservando su nombre, al inicio de 1924 se convocó un concurso de decoración e instalación del nuevo café, que pusieron en práctica los arquitectos Martín Domínguez Esteban y Carlos Arniches Moltó, y que luego montarían allí su propia tertulia. El amplio local de “La Granja” acogía un café grande, con un fresco patio español y terraza exterior para el buen tiempo y un salón de té con ascensor independiente por el portal, al que solían asistir las mujeres.
Al final de la década de 1940, el café Granja El Henar, que había contado entre sus habituales parroquianos a los miembros de la generación del 98 y la del 27, se transformó en una sucursal del banco Popular.  En el transcurso de la década de 1950, se amenazó con demoler el edificio y sustituirlo por un rascacielos de 17 pisos, pero el proyecto no prosperó y solo se remodelaron las fachadas, diferenciando dos inmuebles como si fueran edificios distintos, que serían ocupados por sucesivas oficinas gubernamentales. También desapareció en café Negresco (en el número 38), aunque en el entorno inmediato se conserva el café del Círculo de Bellas Artes madrileño.

### Tertulias
Una de las más tumultuosas fue la que en el patio interior del café dirigía con voz ceceante Ramón María del Valle-Inclán, y en la que entre otros singulares temas se sometió a debate el número exacto de palabras contenidas en El Quijote de Cervantes. Otra, «con más pedigrí y menos voces», fue la reunida por José Ortega y Gasset, que frente a «un frasco de agua de Mondariz» montó allí el cuartel general de la futura Revista de Occidente.
También reunieron a sus tertulianos, políticos ilustrados como el presidente del presidente del Gobierno Provisional de la Segunda República, Manuel Azaña; veterinarios como Félix Gordón Ordás, que tras la Guerra Civil sería Presidente de la República Española, en el exilio, o peñas de escritores como la formada por Ramón J. Sender, el pintor Juli Ramís Palau, los uruguayos Eduardo y Rafael Dieste Gonsálvez, o Alberto Ghiraldo, mecenas literario de Benito Pérez Galdós.
En los años previos a la guerra civil española también convocó a diversos grupos vanguardistas, como los componentes de la Agrupación Gremial de Artistas Plásticos, o el círculo de arquitectos encabezado por Carlos Arniches y Martín Domínguez que anteriormente se reunía en la taberna Arrumbambaya, en la calle Libertad.